# Años 1850

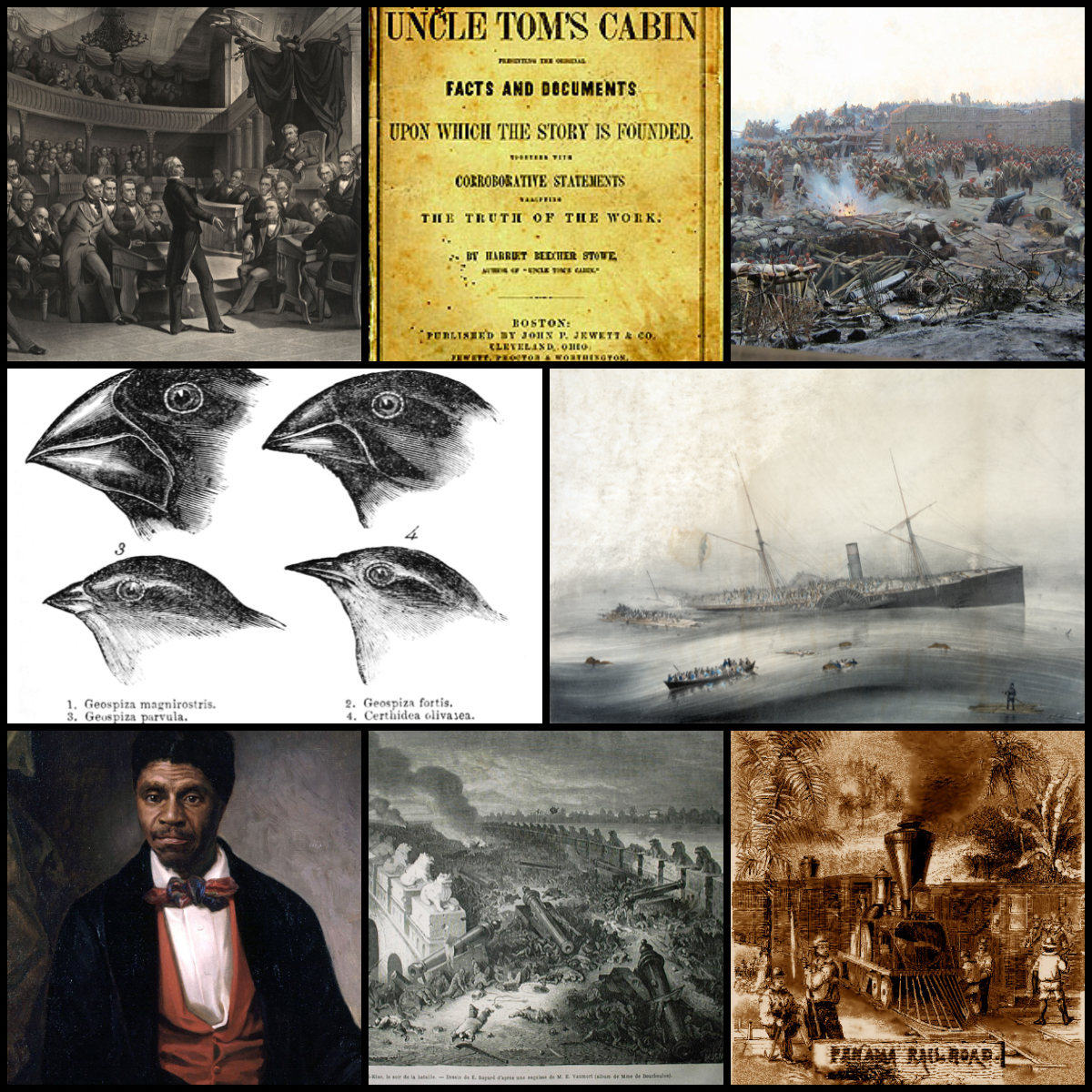
De la arriba a la izquierda, en el sentido de las agujas del reloj: Henry Clay presenta el Compromiso de 1850 al Senado de los Estados Unidos; Harriet Beecher Stowe publica La cabaña del tío Tom; Las fuerzas rusas luchan contra las fuerzas británicas, francesas y otomanas en Sebastopol durante la Guerra de Crimea; SS Arctic, un barco de vapor estadounidense, se hunde en el Océano Atlántico después de una colisión con un barco de vapor francés, SS Vesta en 1854; El Ferrocarril de Panamá se abre en 1855 conectando los océanos Pacífico y Atlántico con un ferrocarril en América Central; Las fuerzas anglo-francesas y del Imperio Qing se enfrentan entre sí en una campaña de cuatro años conocida como la segunda guerra del Opio a partir de 1856; el Caso Dred Scott contra Sandford niega la ciudadanía estadounidense según lo dispuesto en la Constitución de los Estados Unidos a los afroamericanos; Charles Darwin publica Sobre el origen de las especies en 1859, presentando la idea de la selección natural.

Los años 1850 fueron una década que se extendió desde el 1 de enero de 1850 hasta el  31 de diciembre de 1859. La década de 1850 fue una década muy turbulenta, con guerras como la guerra de Crimea, que cambió y sacudió la política europea, así como la expansión de la colonización hacia el Lejano Oriente, que también provocó conflictos como la segunda guerra del Opio.

## Acontecimientos
- 1853: El ácido acetilsalicílico (conocido popularmente como aspirina) fue sintetizado por primera vez por el químico francés Charles Frédéric Gerhardt, al combinar el salicilato de sodio con cloruro de acetilo.
- 1854: Se funda el Instituto Alemán de Osorno.[1] Revolución de 1854 en España
- 1855: En Inglaterra comienza la primera publicación del diario Daily Telegraph en Londres. En España, a partir de la Ley de Ferrocarriles de 1855 se planteó la construcción de una red nacional, en la que interviene de modo mayoritario el capital extranjero (los hermanos Péreire y la banca Rothschild especialmente).
- 1857 La rebelión de la India de 1857,esta rebelión de los cipayos llevó a la disolución de la Compañía Británica de las Indias Orientales en 1858 y obligó a los británicos a reorganizar su ejército, el sistema financiero y la administración de India. El país pasó a continuación a ser gobernado directamente por la Corona británica con el nombre de Raj británico.
- 1859: Ocurre la mayor tormenta solar jamás registrada conocida como el Evento Carrington.

## Personas destacadas
- Camilo Benso, político italiano.
- Charles Darwin, naturalista británico.
- Napoleón III, presidente y emperador francés.